# Jörg A. Eggers
Jörg A. Eggers (* 15. Juni 1936 in Heidelberg) ist ein österreichischer Filmregisseur, Drehbuchautor und Filmproduzent.

## Leben und Wirken
Eggers studierte Schauspiel und Regie am Konservatorium in Wiesbaden, ferner Theaterwissenschaft, Psychologie und Philosophie an der Universität Wien, wo er 1964 promovierte. Ab 1958 war er als Schauspieler und Regieassistent an diversen Bühnen engagiert, u. a. beim Kabarett Die Zeitberichter in Frankfurt am Main, anschließend am Parkring-Theater und Zentrum-Theater, am Theater der Jugend in Wien, Wiener Komödie, Theater am Naschmarkt und Burgtheater, bei den Salzburger Festspielen, sowie beim Österreichischen Rundfunk. 1961 wechselte er als Regisseur vom Hörfunk zum Fernsehen, wo er bis 1971 neben Musik- und Unterhaltungssendungen diverse Fernsehspiele inszenierte. In den darauffolgenden drei Jahren leitete er dort die Abteilung Fernsehfilm, Dokumentarspiel und Theater. 1969 inszenierte er am Theater in der Josefstadt.
Mit Der Fall Regine Krause, einer semidokumentarischen Rekonstruktion eines Kriminalfalls aus dem Jahre 1920 realisierte Eggers 1970 seinen ersten langen Fernsehspielfilm. Sein erster Kinofilm war 1971 Der letzte Werkelmann, ein Soziogramm Wiens aus dem Jahr 1914, aufgearbeitet am Schicksal eines Leierkastenmannes, das mit dem Fernsehpreis der österreichischen Volksbildung 1972 ausgezeichnet wurde.
Für seinen Kinofilm Steig aus deinem Luftballon (1985; Arbeitstitel: „Up and down“) wählte Jörg A. Eggers das Pseudonym Arni Liebenberg. Mit dieser, nur für den bewanderten Wien-Kenner durchschaubaren Hommage (angesprochen wird jener legendäre Wiener Bürgermeister, der sich im Pestjahr 1679 und während der Türkenbelagerung des Jahres 1683 aufopfernd für seine Mitbürger einsetzte), „verrät“ der aus Deutschland stammende, seit 1959 in Wien beheimatete Künstler sein Selbstverständnis als Wiener Autor und Regisseur.
„...Eggers schreibt heute, wie hierzulande kein anderer, brauchbare, lakonische, sicher jeder theaterhaften Geste versagende Dialoge, weiß, einen Film richtig zu besetzen. Er verfügt offensichtlich über die Fähigkeit, seinen Darstellern, die in Österreich gezwungenermaßen über weit mehr Bühnen- denn Filmerfahrung verfügen, das Theater erfolgreich auszutreiben und das Gespür für das andere Medium beizubringen... Ich will leben ist alles in allem nicht nur der beste Spielfilm, der seit langem in diesem Land produziert wurde, sondern auch der ‚kommerziellste‘ ... Dieser Film wird, vorausgesetzt er kommt ins Kino, dort nicht nur überleben, sondern auch neues österreichisches Filmleben provozieren.“ So schrieb der Kritiker Franz Manola über Eggers’ „sehr nuanciert beschriebene Konfrontation einer bürgerlichen Zweierbeziehung mit dem Behindertenproblem“.
Das soziale Engagement das die Themen seiner TV-Dokumentationen bestimmt, zeigte sich bereits während seiner Studienzeit, als er die in seiner Freizeit geschaffenen Ölgemälde der von der Burgschauspielerin Hilde Wagener gegründeten Hilfsorganisation Künstler helfen Künstler für wohltätige Zwecke zur Verfügung stellte. Herbert Hauk, Vorstandsmitglied dieser Organisation und Leiter der Abteilung Jugend und Familie im ORF, wurde auf Eggers aufmerksam. Bei der Einführung des Österreichischen Schulfernsehens engagierte Herbert Hauk Eggers, der dann in Zusammenarbeit mit Helmut Zilk für die Gestaltung didaktisch ausgezeichneter Sendungen verantwortlich war. Eggers entwickelte in den Pionierjahren des ORF über 60 TV-Formate. Bildungsfernsehen, Orientierungshilfen und Beiträge zur Humanisierung der Gesellschaft stehen im Zentrum von Eggers’ Fernsehtätigkeit. Gesellschaftsrelevante Themen in fünfzigminütigen Dokumentarfilmen zu vertiefen und in neunzigminütigen fiktiven Unterhaltungsfilmen einzubetten gelang Eggers vor allem mit dem Dokumentarfilm Wir müssen alles tun, was nach bestem Wissen und Gewissen möglich ist (A 1975; Volksbildungspreis 1976), und mit seinem Aufdecken der Ursachen von Jugendkriminalität in Es bedarf keiner Psychoanalyse, um festzustellen, dass das Leben ein einziger Friedhof gescheiterter Pläne ist (A 1976). Mit Wir müssen alles tun, was nach bestem Wissen und Gewissen möglich ist brach Eggers mit dem Tabu, keine Behinderten auf den Bildschirm zu bringen. Das österreichische Fernsehpublikum reagierte darauf äußerst ablehnend.
Mit Kriminaldokumentarspielfilmen wie Verurteilt 1910 – Max Winter kämpft für Oberleutnant Hofrichter (A/D 1974), zeigte Eggers sein Talent, Zeitgeist historisch detailgetreu in Szene zu setzen. Sein Debüt als Kinofilmregisseur, Der letzte Werkelmann von 1971, stand ganz im Zeichen der Wien-Verbundenheit. Am Schicksal eines typischen Wiener Leierkastenmannes zeichnete Eggers ein Soziogramm Wiens des Jahres 1914; für die an Ödön von Horváth orientierte Dialekt-Kunstsprache und für die stimmige Inszenierung wurde das Werk nach seiner TV-Ausstrahlung mit dem Volksbildungspreis 1972 ausgezeichnet.
Das Regiekonzept, der Versuch die Ziele der Kasseler documenta im Film umzusetzen, war eine Antwort auf den sterbenden Unterhaltungsfilm der 1950er und 1960er Jahre. Auflösung der Traumfabrik, radikale Annäherung an die Realität, weg von den geschönten Bildern, keine gebauten Dekorationen, keine ausgeleuchteten Gesichter, keine geschminkten Masken, keine Synchronisation, keine musikalischen Untermalungen. Nur O-Ton, nur O-Musik, nur Originalschauplätze. Der letzte Werkelmann war der Auftakt zu einer Serie von sozialkritischen Filmen im Österreichischen Fernsehen. Das Konzept „documenta“ im Österreichischen Film unterschied sich kaum von dem Konzept „Dogma“ das Lars von Trier 24 Jahre später 1995 in Dänemark postulierte.
Während seiner Tätigkeit als Abteilungsleiter für Fernsehspiel, Dokumentarfilm und Theater im ORF kämpfte Eggers wie viele seiner Regiekollegen für eine staatliche Filmförderung. Nach mehreren Besprechungsterminen mit Fred Sinowatz, dem damaligen Unterrichtsminister, wurde Eggers gebeten, die Interessen zu bündeln, und mit «einer Stimme» zu sprechen. Das war 1972 der Anstoß, den Arbeitskreis österreichischer Filmemacher zu gründen. Eggers wandte sich an Regisseure, Kameramänner, Autoren und Filmjournalisten, um mit ihnen Grundlagen für eine staatliche Filmförderung zu entwickeln: Welche Filme sollten wie finanziert werden. Die Forderung nach einer „Verleihabgabe“ zog Kreise bis nach Hollywood. Ein Einspruch der Verleihfirmen beim Bundeskanzler Bruno Kreisky hatte keine Auswirkungen. Kreisky war für einen „Österreichischen Film“, so gab er Fred Sinowatz „Grünes Licht“ für eine Enquete. Die Geschäftsführung des ORF hielt sich für den legitimen Filmproduzenten des Landes und wollte neben sich keinen unabhängigen Film.  Zu dem vorgesehenen Termin der Enquete schickte der ORF Eggers nach Warschau, um Filmeinkäufe zu machen. Daraufhin gab Eggers die vorbereiteten Unterlagen für den neuen „Österreichischen Film“ seinem Regiekollegen Axel Corti, der sie bei der Enquete präsentierte. In der Folge konstituierten sich berufsgruppenorientiert der Kamera- und der Cutterverband. Aus dem Regieverband heraus gründeten Kollegen anschließend den Dachverband. Zwei Jahrzehnte kämpften die Regisseure mit wechselndem ehrenamtlichen Vorstand um Justierungen der Filmförderung. Im Jahr 2022 besteht nach wechselnden Namensgebungen der Regieverband mit dem heutigen Titel Verband Filmregie Österreich 50 Jahre. Seit 30 Jahren erhält der Verein Subventionen und finanziert sich zusätzlich durch Mitgliedsbeiträge. Das war Anlass für die jüngste Vereinsführung, ein 30-jähriges Jubiläum zu feiern.
1975 wechselte Eggers aus dem ORF-Verband in das freie Produzentendasein und gründete die Cine Mercury Film-Fernsehproduktion Ges.m.b.H. mit der er seinen internationalen Achtungserfolg Ich will leben produzierte (5. Platz ex equo mit Madame Rose bei der Vorauswahl zur Nominierung für den Auslandsoscar 1977). Die Hauptrollen spielten Kathina Kaiser und Heinz Bennent. 1979 gründete er die Saturn Film GmbH in München. Im Dezember 2012 übersiedelte diese nach Berlin, wo Eggers die Geschäftsführung und Firmenanteile an Philipp Meuser übergab.
Neben der Produzententätigkeit unterrichtet Eggers seit 2002 an der Fachhochschule St. Pölten (Studiengang Medientechnik) Dramaturgie, Regie und Filmproduktion.

## Filmografie

### Dokumentarfilme
- 1969: Pompeji (Produktionsleitung/Buch/Regie; 30 min.)
- 1970: Ich liebe die Welt (Regie; 70 min.)
- 1971: Volksmusik & Brauchtum in Vorarlberg (TV-Film; Buch/Regie; 45 min.)
- 1975: Gott schütze uns vor Otto Wagner (TV-Film; Buch/Regie; 60 min.)
- 1975: Wir müssen alles tun, was nach bestem Wissen und Gewissen möglich ist (TV-Film; Produktion/Buch/Regie; 60 min.)
- 1976: Es bedarf keiner Psychoanalyse, um festzustellen, dass das Leben ein einziger Friedhof gescheiterter Pläne ist (TV-Film; Produktion/Buch/Regie; 65 min.)
- 1977: Vorurteil (TV-Film; Prod./Buch/Regie; 60 min.)
- 1977: Suche eine neue Definition der Erziehung (TV-Film; Produktion/Buch/Regie; 61 min.)
- 1978: Alt sein ist ja ein herrliches Ding, wenn man nicht vergessen hat, was anfangen heißt (TV-Film; Produktion/Buch/Regie; 65 min.)
- 1979: Mutter, Mut, Mu und raus bist Du! (TV-Film; Produktion/Buch/Regie; 45 min.)
- 1980: Vaeter (TV; Produktion/Buch/Regie; 45 min.)
- 1980: Alles wirkliche Leben ist Begegnung (TV-Film; Produktion/Buch/Regie; 45 min.)
- 1981: Integration (Produktion/Buch/Co-Autor/Regie; 60 min.)
- 1981: EbS = Energiegewinn durch Umweltschutz (Industriefilm; Produktion/Buch/Regie; 30 min.)
- 1989: Symptom und Angst I, II, III, (TV-Film; Produktion/Buch/Regie; 3×50 min.)
- 1992: Sind wir alle Faschisten? (TV-Film; Produktion/Buch/Regie; 44 min.)
- 1993: Kurzes Gedächtnis (Produktion/Drehbuch/Co-Regie; 44 min.)
- 1993: Coop Himmelblau – Construire Le Ciel (Kurzfilm; Produktion; 14 min.)
- 1999: Falls ich Papst werden sollte (Produktion; 58 min.)
- 2000: Die Jesuiten (TV-Film; Produktion; 20 min.)
- 2000: Eine Zukunft, die uns nicht gehört (TV-Film; Produktion; 20 min.)
- 2001: Jerusalem – Du heilige Stadt (Produktion; 51 min.)
- 2001: George Tabori – Schriftsteller als Fremder (TV-Film; Koproduktion; 43 min.)
- 2005: Ernst Fuchs – Eros & Mystik (TV-Film; Produktion)
- 2006: Ernst Fuchs-Mit den Augen der Seele (Kinofilm; Koproduktion; 80 min.)
- 2007: Starke Töchter Gottes (Produktion)
- 2007: Das etwas andere Kleid (TV-Film; Produktion; 41 min.)
- 2008: Der Charme Allahs (Produktion)
- 2010: Geister (Produktion; 45 min.)
- 2011: Der Kampf ums Kreuz (Produktion)

### Bildungsfilme
- 1994: Wenn der Körper für die Seele spricht (Produktion/Drehbuch/Regie; 20 min.)
- 1998: Rudolf Hausner / Malerei und Psychoanalyse (Produktion/Drehbuch/Regie)

### Opern-, Musicplay- und Musikshow-Inszenierungen im Fernsehen
- 1966: Porgy in Wien (TV-Show; Buch/Co-Autor/Regie; 65 min.)
- 1968: Wien Side Story (TV-Show; Buch/Co-Autor/Regie; 72 min.)
- 1968: Schwarz auf Weiss oder die allmächtige Feder (Oper) (Komposition: Kurt Anton Hueber; Regie; 89 min.) (Opernpreis Salzburg 1968)
- 1971: Trip (FS-Musicplay) (Komposition: Fatty George; Co-Autor/Regie; 85 min.)

### Fernseh- und Kinofilme
- 1964: Our town (TV-Film; Autor: Thornton Wilder; Drehbuch/Regi;e 60 min.)
- 1965: Le petit Prince (TV-Film; Autor: Antoine de Saint-Exupéry; Drehbuch/Regie; 75 min.)
- 1965: Beyond the Horizon (TV-Film; Autor: Eugene O’Neill; Drehbuch/Regie; 70 min.)
- 1966: The Glass Menagerie (TV-Film; Autor: Tennessee Williams; Drehbuch/Regie; 60 min.)
- 1966: The Time and the Conways (TV-Film; Autor: J.B.Priestley Drehbuch/Regie; 75 min.)
- 1967: Private Ear (TV-Film Autor: Peter Shaffer; Drehbuch/Regie 65 min.)
- 1967: The Long Christmas Dinner (TV-Film; Autor: Thornton Wilder; Drehbuch/Regie; 60 min.)
- 1967: Zwischenfall in Antiochia (TV-Film; Regie; 89 min.)
- 1969: Ein Abend zu zweit (TV-Film/Theater; Regie; 85 min.)
- 1969: Frühstück im Büro (Theaterinszenierung u. TV-Übertragung; Regie 85 min.)
- 1970: Rebell in der Soutane / Camillo Torres (TV-Film; Regie; 105 min.)
- 1970: Fall Regine Krause (TV-Film; Regie; 89 min)
- 1970: Mooneys Wohnwagen (TV-Film; Drehbuch/Regie; 97 min.)
- 1971: Der Prokurator oder die Liebe der schönen Bianca (TV-Film; Regie; 90 min.)
- 1971: Der letzte Werkelmann (Kinofilm; Regie; 90 min.)
- 1972: Elisabeth, Kaiserin von Österreich (TV-Film; Co-Regie/Co-Autor; 85 min.)
- 1973: Der Tod eines Mannequin (TV-Film Regie; 89 min.)
- 1974: Verurteilt 1910 (TV-Film; Regie; 95 min.)
- 1976: Ich will leben (Kinofilm; Produktion/Drehbuch/Regie; 98 min.)
- 1981: Dein Weg entsteht beim Gehen (TV-Film; Produktion/Drehbuch/Regie; 94 min.)
- 1982: Das Nest unter den Trümmern der Jahre (TV-Film; Produktion/Drehbuch/Regie; 90 min.)
- 1983: Die Nacht der vier Monde (Kinofilm; Produktion/Drehbuch/Co-Autor/Regie; 102 min.)
- 1985: Up and down/Steig aus Deinem Luftballon (Kinofilm; Produktion/Drehbuch/Co-Autor/Regie; 101 min.)

## Auszeichnungen
- 1968 Zwischenfall in Antiochia – UNDA-Taube
- 1972 Der letzte Werkelmann – Volksbildungspreis
- 1975 Wir müssen alles tun, was nach bestem Wissen und Gewissen möglich ist – Volksbildungspreis
- 1976 Gott schütze uns vor Otto Wagner – Bauherren-Preis
- 2021 Großes Ehrenzeichen für Verdienste um die Republik Österreich[3]